# 指叶山猪菜
指叶山猪菜（学名：Merremia quinata），即掌叶姬旋花，是旋花科鱼黄草属的植物。分布在亚洲东南部、澳大利亚以及中国大陆的海南、广西、云南等地，生长于海拔1,900米的地区，多生长于山坡阳处，目前尚未由人工引种栽培。